# عبد الرحمن الربيع
عبد الرحمن الربيع(ولد في 19 أغسطس 1991 ) لاعب كرة قدم سعودي و يلعب في الظهير الأيمن.

## مسيرة اللاعب
لعب مع نادي الشرق ونادي الشعلة ونادي الجبلين ونادي البكيرية ونادي الجيل ونادي النهضة ونادي طويق.